# Военная тайна (фильм)
«Военная тайна» — советский художественный фильм, экранизация одноимённой повести Аркадия Гайдара. Снят режиссёром Мечиславой Маевской по сценарию Лии Соломянской на «Ялтинской киностудии» в 1958 году.

## Литературная основа
В июле 1931 года писатель Аркадий Гайдар вместе с сыном Тимуром побывал в пионерском лагере «Артек». Некоторые эпизоды этой поездки были затем описаны в повести, а Тимур стал прототипом главного героя — Альки.

## Сюжет
Юную Натку (Нина Антонова) вместо мечты её жизни — стать капитаном, вдруг неожиданно посылают на работу в пионерский лагерь Артек. По прибытии её сразу же просят подменить заболевшую пионервожатую. В то же время, при строительстве водопровода прорывает плотину и начинается борьба за воду, в которую включается и инженер Ганин (Анатолий Федоринов), приехавший на отдых с маленьким сыном Алькой.
На развалинах старой крепости пионеры Владик и Толик находят динамит. Желая выследить врагов, ребята прячут взрывчатку в другое место, поклявшись не раскрывать своей «военной тайны».

## В ролях
- Нина Антонова — Натка Шагалова, пионервожатая
- Анатолий Федоринов — Сергей Алексеевич Ганин, инженер
- Сережа Остапенко — Алька Ганин
- Алексей Грибов — Федор Михайлович, начальник лагеря
- Павел Усовниченко — Гитаевич
- Дмитрий Капка — Гейка
- А. Теремец — Дягилев, вор
- Николай Муравьёв — брат Дягилева, бандит
- Касим Мухутдинов — Шалимов, бригадир, подручный Дягилева
- Валерик Овчинников — Владик Дашевский
- Вова Смирнов — Толька Шестаков
- Витя Яремык-Федоров — Семен Баранкин
- Вова Кунин — Иоська Розенцвейг
- Таня Батурова — Роза Ковалева
- Саша Зотов — Карасиков
- Анна Заржицкая — завхоз

В эпизодах: Михаил Качалов, Эдуард Кошман, Эммануил Чернов, Лев Борисов, Александр Рыбин, Слава Косячков, Валериан Калинин, Александр Метелкин и другие.

## Съёмочная группа
- Сценарий — Лия Соломянская
- Режиссёр — Мечислава Маевская
- Оператор — Вадим Ильенко
- Художники — Борис Комяков, Татьяна Ливанова
- Композитор — Михаил Раухвергер